# ゆめマート
ゆめマートは、広島県広島市に本社を置くイズミとその傘下企業（ゆめマート熊本・ゆめマート北九州）およびフランチャイジー（有限会社はなわ）が中国地方・九州地方で展開するスーパーマーケット。

## 概要

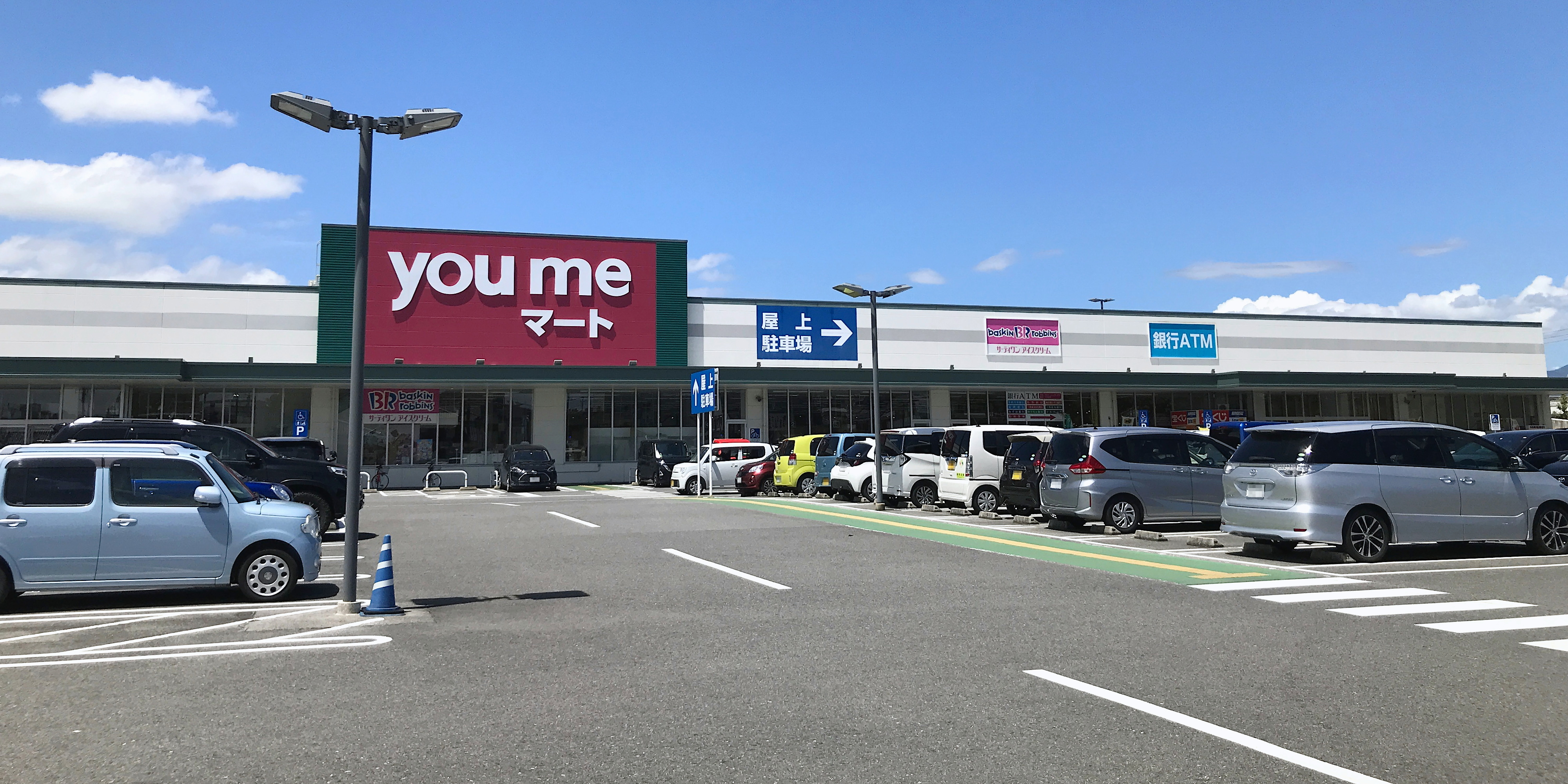
ゆめマートさが

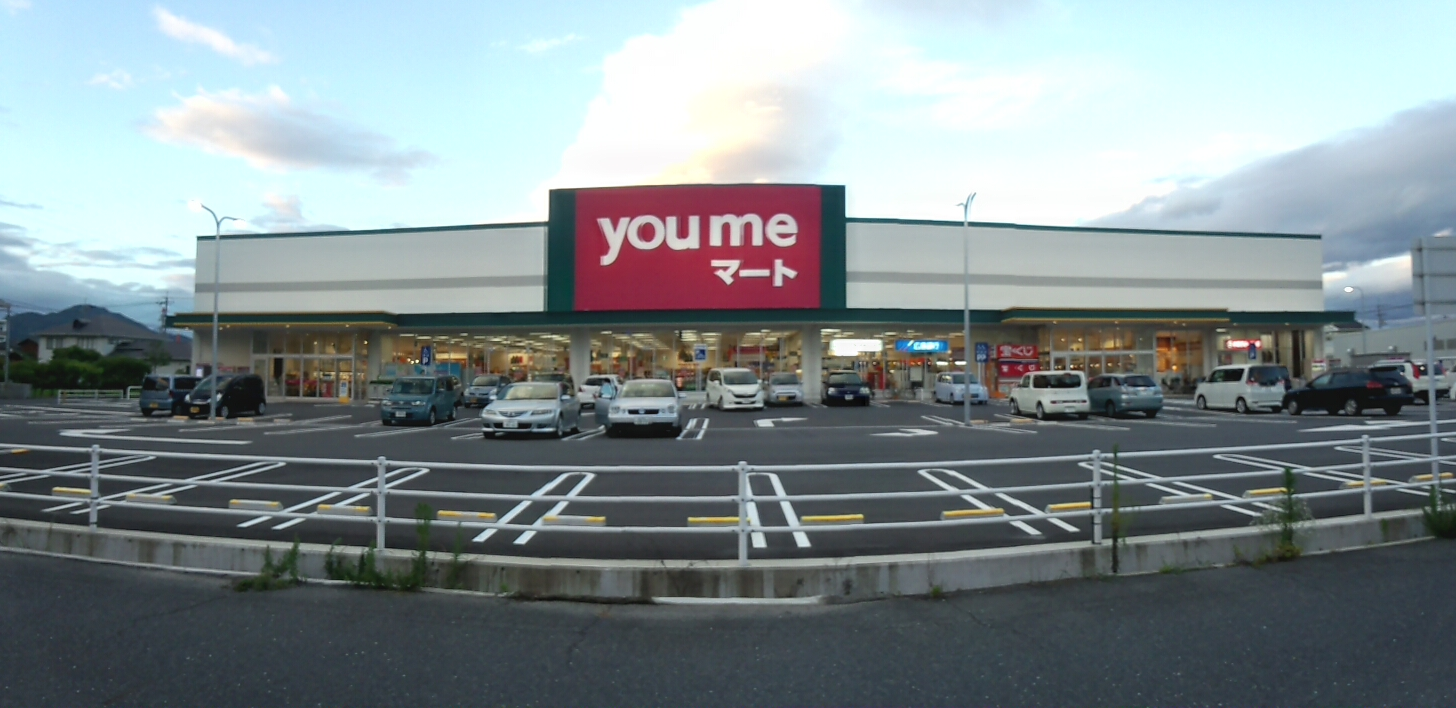
ゆめマート西栄

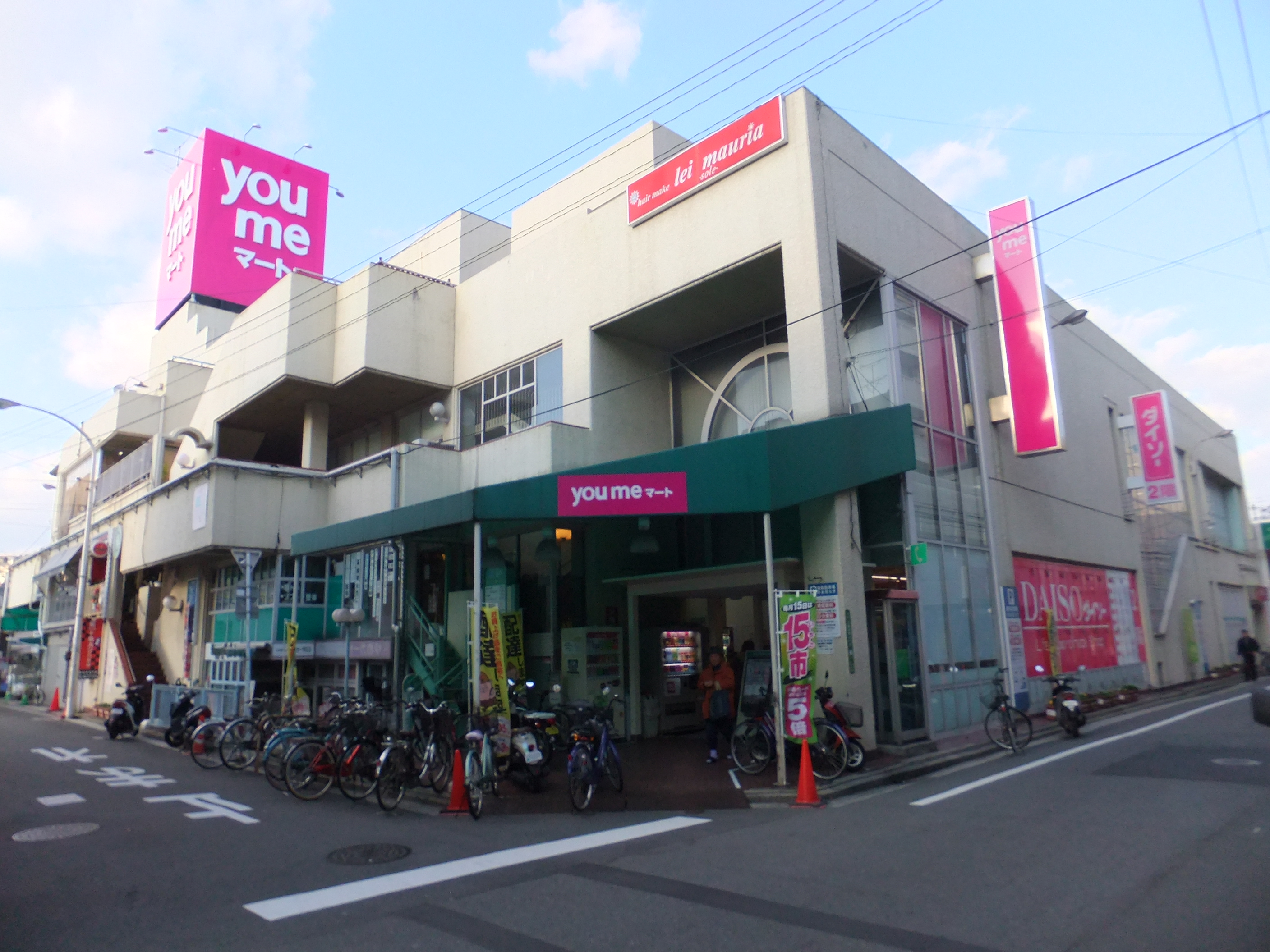
ゆめマート己斐

イズミは元々総合スーパー (GMS) 業態を中心に手がけており、1990年代からは大型ショッピングセンター「ゆめタウン」を中心に店舗展開を行っていた。
その一方で、2002年には熊本県を地場とするスーパーマーケット「ニコニコ堂」の民事再生スポンサーとなり、受け皿企業して株式会社ゆうあいマート（現・ゆめマート熊本）を設立してニコニコ堂のショッピングセンター以外の業態（食品スーパーと中小規模の総合スーパー）の店舗を実質的に引き継いだ。
ゆうあいマートの運営店舗は当初ニコニコ堂時代の店舗ブランドである「ニコニコドー」をそのまま使用していたが、2007年にニコニコ堂の民事再生手続き完了をもってイズミの連結会社となった後、ゆめタウンとのブランドイメージ統一のため店舗名を変更することとなり、2008年3月にニコニコドー帯山店を転換し、1号店となるゆめマート帯山店（熊本市中央区、後に「店」は省略）をオープン。同年5月には会社名も株式会社ゆめマートに変更し、2010年までにリブランドを完了した。
その後、2012年にはイズミ本体が食品スーパーに小規模の専門店を併設した「新業態」として福岡県北九州市小倉南区に直営店舗1号店となる小倉東店をオープンし、イズミ本体でも「ゆめマート」店舗の展開を開始。イズミでは当初、直営店のロゴ表記を（株）ゆめマート運営店と異なる「youme マート」（ゆめタウンに準じたデザイン）としていたが、2013年9月にブランド名の整理を行い、当時イズミグループ傘下にあった小規模店舗を一部例外を除き「ゆめマート」の名称と「youme マート」ロゴに統一した。
後に、イズミのフランチャイジーで、広島県・山口県に6店舗を展開する有限会社はなわが全6店舗を「ゆめマート」として運営。また、イズミが子会社化した福岡県の地場スーパー・スーパー大栄（現・ゆめマート北九州）が全店舗を「ゆめマート」にリブランド、さらには同じく子会社化したユアーズも福岡県内の2店舗を先行して「ゆめマート」にリブランド後、ユアーズの運営する山口県・福岡県の店舗もスーパー大栄に集約（店舗譲渡）の上で「ゆめマート」にリブランドしており、同一業態ながら運営母体が4社に分かれている。
なお、イズミグループのユアーズの広島県内の店舗、並びにイズミが子会社化したデイリーマート（徳島県）については「ゆめマート」へのリブランドの予定はなく、イズミの食品スーパー事業は徳島県内はデイリーマート、広島県内はイズミ直轄出店のゆめマートとユアーズの2ブランド、それ以外がゆめマートにブランドが集約された形になっている。

## 沿革
- 2008年
  - 3月6日 - 株式会社ゆうあいマートが運営店舗を「ゆめマート」の名称でリブランドすることを発表。
  - 3月8日 - 1号店となるゆめマート帯山店をオープン。
  - 5月2日 - 株式会社ゆうあいマートが社名を「株式会社ゆめマート」に変更。
- 2010年2月11日 - ゆめマート松島店（旧・ニコニコドー松島店、熊本県上天草市松島町）のリブランドをもって株式会社ゆめマート運営店舗の「ゆめマート」へのリブランドが完了。
- 2012年6月28日 - イズミが直営店1号店となる「youme マート小倉東店」をオープン[1]。
- 2013年
  - 9月1日 - イズミの運営する「youme マート」「DSイズミ[注 7]」「シティパルク浜田」、ゆめマートの運営する「ゆめマート」、西紅[注 8]の運営する「ハローグリーンエブリー」を全て「ゆめマート」ブランドに変更。店舗名も「youme マート◯◯店」「ゆめマート◯◯店」等から「店」のつかない「ゆめマート◯◯」に統一される[2]。
  - 12月1日 - イズミの運営する「イズミ」17店舗を「ゆめタウン」3店舗と「ゆめマート」14店舗に再編[7]。
- 2016年
  - 4月22日 - スーパー大栄の運営する全店舗を「ゆめマート」にリブランドする方針が報じられる[8]。その後リブランドを随時実施。
  - 10月20日 - ユアーズの運営する「丸和曽根店」をリブランドし「ゆめマート曽根」としてオープン。
- 2019年3月1日 - スーパー大栄とユアーズとの間で事業譲渡（吸収分割）を実施し、ユアーズの山口県・福岡県内の14店舗[注 4]をスーパー大栄に移管し「ゆめマート」にリブランド[3]。また、同日付で、スーパー大栄が「ゆめマート北九州」に、ゆめマートが「ゆめマート熊本」に社名変更。
- 2020年9月1日 - 九州のゆめタウン店舗3店舗（大江・玉名・宗像）がゆめマートに改称。尚、宗像に関してはSC運営会社の変更によるものである。
- 2022年
  - 10月3日 - 「ゆめマート木太」（香川県高松市）の閉店が発表される[5]。
  - 11月13日 - ゆめマート木太が閉店予定[5]。これにより、香川県を含む四国地方から撤退。

### 注記
1. ↑  正式には減資／増資によりイズミが全株式を取得した後、ニコニコ堂の新旧分離により設立。
2. ↑  なお、ショッピングセンター業態だった店舗は休眠状態だったグループ会社を改称する形で別途設立されたゆめタウン熊本が引き継ぎ、後に直営化されている。
3. ↑  1999年オープンの「イズミ柳井西店」（元々イズミの直営店だったが、はなわに店舗譲渡・HPに掲載されている店舗画像は2020年のHPリニューアルまで「イズミ」看板のまま更新されていなかった）をゆめマートにリブランドし、2013年に「ゆめマートはなわ三次東」を新規オープンさせている。2020年の可部中央店（転換時に店名をゆめマート可部へ変更）のリブランドをもって全店舗のゆめマートへの転換が完了した。
4. 1 2 3  元々はユアーズが経営再建に関与した「丸和」ブランドの店舗。丸和の中には、同じくユアーズが経営再建に関与した旧・アパンダからリブランドした店舗もあったが、スーパー大栄（ゆめマート北九州）への店舗譲渡の時点で全て閉店している。
5. ↑  日本経済新聞は「四国はデイリーマートに集約」と記述している[3]が、2018年11月にイズミが直営で四国初店舗となる「ゆめマート木太」（香川県高松市）を開店[4]。しかし、同店は2022年11月に閉店することが発表され[5]、2023年5月10日にエースワン高松木太店となった。
6. ↑  ユアーズの店舗は岡山県内（岡山駅構内のサンステーションテラス岡山）にもあったが、耐震補強も兼ねた改装工事のため、2019年5月に一時閉店し、2020年3月中旬に再オープン予定。
7. ↑  イズミの展開していたディスカウント型スーパーマーケット業態。
8. ↑  イズミが子会社化後、2014年に株式会社ゆめマートに吸収合併[6]。